# 米德爾波特鎮區 (伊利諾伊州易洛魁縣)
米德爾波特鎮區（英語：Middleport Township）是位於美國伊利諾伊州易洛魁縣的一個行政鎮區。

## 地方資料
根據2010年美國人口普查的數據，米德爾波特鎮區的面積為94.50平方千米，當中陸地面積為94.30平方千米，而水域面積為0.20平方千米。當地共有人口4140人，而人口密度為每平方千米43.81人。